# Brahmina sophropoides
Brahmina sophropoides är en skalbaggsart som beskrevs av Gilbert John Arrow 1946. Brahmina sophropoides ingår i släktet Brahmina och familjen Melolonthidae. Inga underarter finns listade.